# Normalisering (matematik)
Normalisering är inom matematiken överföring av ett objekt på en viss standardform. Dessa standardformer varierar enligt objektets typ och eventuellt enligt kontext.

## Exempel
- Normalisering av en matris, vilket exempelvis kan innebära att hitta dess Jordanform
- Normalisering av ett vektorfält, vilket kan innebära att eliminera resonanta termer.
- Normalisering av ett formellt bevis, vilket innebär att omforma beviset till ett snittfritt bevis.
- Normalisering av en algebraisk varietet

Ett stort antal satser i matematiken uttalar sig om existensen av en normalform för en viss klass av objekt. Till exempel säger Poincaré-Dulacs sats att vissa vektorfält lokalt har en normalform, och Gentzens snitteliminationssats säger att varje bevis (på viss form) har en normalform.